# João Cândido da Silva
João Cândido da Silva (Campo Belo, 11 de março de 1933) é um pintor brasileiro que retrata em suas obras cenas do folclore e cultura popular brasileira. Foi também co-fundador da Escola de Samba Unidos do Peruche.

## Biografia
João Cândido da Silva nasceu em uma família de 18 irmãos gerados por dona Maria, uma humilde bordadeira, que acumulava as funções de dona-de-casa e artista plástica. Nascida em Sorocaba, interior de São Paulo, que, casada com um trabalhador braçal de estrada de ferro, migrou para a cidade mineira, onde teve os primeiros filhos, entre eles João Cândido. Diante das dificuldades e privações que atingiam a família, Maria e seus filhos decidem partir para a cidade de São Paulo em busca de uma vida melhor.
Ao desembarcar na Estação da Luz no início da década de 1940, as crianças tiveram que dormir numa gafieira, pois os parentes que já moravam na Cidade não apareceram para recepcionar a família. João Cândido diz que as primeiras impressões sobre São Paulo provocaram-lhe um certo temor. Até então, o jovem estava acostumado com uma paisagem rural, muito diferente dos bondes e dos edifícios enormes que compunham o cenário urbano que agora vislumbrara.
Desde cedo, João Cândido demonstrava interesse pelas artes, enquanto sua mãe trabalhava em suas pinturas e esculturas, o jovem desenhava com carvão nas paredes da casa. Para impedir que o Cândido continuasse com a “sujeira”, Dona Maria passou a lhe disponibilizar alguns materiais de pintura como restos de tintas e pincéis velhos.
A partir daí, João Cândido inicia suas primeiras experiências com as tintas óleo e acrílica aplicando-as sobre os suportes mais variados possíveis. Os temas preferidos de João são as festas e manifestações populares como: o boi, a capoeira, o futebol, o carnaval e a folia de reis. Embora a pintura seja sua mais recorrente forma de expressão, o artista também é escultor; trabalha com madeira, papel, arame recozido entre outros materiais.
João Cândido da Silva é irmão da pintora primitivista Maria Auxiliadora (1935-1974), a mais conhecida integrante da família. Em 1977, o artista recebeu em sua casa na Zona Norte de São Paulo, o diretor do Museu de Arte de São Paulo, Pietro Maria Bardi. A visita tinha como objetivo acertar os detalhes para publicação do livro Maria Auxiliadora da Silva, com textos de Max Fourny, diretor do Museu de Arte Naïf de l’Ile na França e Emanuel von Lauenstein Massarani, adido cultural do Brasil na Suíça.